# Агейкін Григорій Петрович
Григорій Петрович Агейкін (1 грудня 1924, Кочкурово, Кочкуровський район Мордовської автономної області — 1 грудня 2007) — ерзянський поет, письменник, журналіст. Редактор журналу «Пионерэнь вайгель».  

## Життєпис
Григорій Агейкін народився 1 грудня 1924 року в селі Кочкурово (нині — центр Кочкуровського району) Мордовії). Друга дитина в селянській родині. Під час навчання в школі особливо старанно займався мордовською мовою, у 6-у класі написав перші вірші, які друкувалися в шкільній газеті; під час однієї із зустрічей з письменником Іллею Кривошеєвим навіть отримав схвалення від нього за прагнення до творчості. Вірші Григорія незабаром були опубліковані в газеті «Сятко».
У 1941 році Агейкин мобілізований до сталінського війська, брав участь у Міжсоюзницькій німецько-московській війні (1941-1945). Служив у диверсійних загонах, брав участь у боях у Смоленській області, в Україні та Білорусії, Молдові, Румунії, Болгарії (кавалер ордена Червоного Прапора і ордена Вітчизняної війни II ступеня).
У квітні 1947 року повернувся на Батьківщину. Закінчив партійну школу і Мордовський державний університет, філологічний факультет. Працював у газетах «Советская Мордовия» і «Эрзянь комуна», також був редактором журналу «Пионерэнь вайґель» («Голос піонера») і завдяки цьому почав писати твори для дітей. 
В газеті, де редактором був Агейкін, публікувалися майбутні знамениті письменники Мордовії: Артур Моро, Анатолій Лук'янов і Євґеній Пятаєв. Незабаром усі три часописи були об'єднані в одне видання «Советская Мордовия», де публікувалися статті і твори ерзянською, мокшанською та російською мовами, проте у зв'язку з обуренням співробітників і кореспондентів газета «Эрзянь комуна» була відновлена під назвою «Эрзянь правда», де і продовжив роботу Григорій Агейкін.
До своєї смерті Агейкін пропрацював в «Эрзянь правда», опублікувавши багато творів. Відомий як автор оповідань та віршів для дітей, великої кількості балад, нарисів, фейлетонів і гуморесок.
Помер 1 грудня 2007 року.

### Збірники
- «Вишка ялгинеть» (Маленькі друзі, 1958)
- «Сырнень тештинеть» (Золоті зірочки, 1959)
- «Седей вайґель» (Голос серця, 1964)
- «Боря — космонавт» (1967)
- «Кіо киде співали?» (Хто кого боїться?, 1976)
- «Лемзеркай» (Черемушка, 1980)

### Оповідання
- «Калавтозь кірі» (Розмотаний клубок)
- «Топтыга»
- «Максим»
- «Селмов вяп» (Крилаті друзі)
- «Туз»
- «Пожежа»
- «Перець» (Перець)
- «Іля кадново ялгасто» (Не відставай від друзів)
- «Баян»
- «Паро тев» (Добру справу)
- «Тундонь валске» (ранок)